# Розета (архитектура)
Розета је архитектонски елемент декорације у облику ружиног цвета са стилизованим латицама који се примењује од романике. Најчешће као украсни прозор на црквама и дворанама.
Розета са осам латица цвета, својим изгледом и положајем симболише јединство, мир и стабилност, а са више различитих латица симболише динамичност мултикултуралног и толерантног друштва. Својом древном симболиком из периода пре аврамског хришћанства односно из времена паганизма представља сунце, звезду, живот и природу.
Србија има дугу традицију у орнаментици, која се највише може видети у архитектури и сликарству, као и у одевним и употребним предметима, украшеним књигама итд. Чести су орнаменти цвећа и биљних увоја и преплета, међу којима је симбол розете најкоришћенији у својим различитим стиловима.

## Галерија
- Розета на цркви манастира Жича
- Розета, манастир Љубостиња (1398-1402).
- Розета са таванице, XIX век (Народни музеј Лесковац).
- Црква Свете Тројице Трстеник
- Крушевачки град, Лазарица
- Стара црква, Јагодина
- Манастир Жича